# Conte de Sloven et de Rus et de la ville de Slovensk
Le terme « Slovènes » désigne dans cet article les Slaves de Novgorod, aussi appelés Slaves Ilmens ou Slovènes, et non les Slovènes de Slovénie.
Le Conte de Sloven et de Rus et de la ville de Slovensk (en russe : Сказание о Словене и Русе и городе Словенске)  est un ouvrage historique légendaire d'origine novgorodienne du XVIIe siècle (au plus tard en 1638 du début des années 1640), contenant une chronique russe tardive sur une légende de l'origine des Slaves de Novgorod, la colonisation des environs de Novgorod par la tribu, leur histoire avant Riourik, les ancêtres épiques du peuple russe et le début de l'État russe,.
Le conte couvre la période allant des descendants de Noé jusqu'à l'appel des Varègues (ru). Il promeut l'idée de l'antiquité du « peuple russe slave ». Le thème principal de l'œuvre est la naissance de la Rus' à l'époque préhistorique. L'histoire de la Rus' était considérée comme la plus ancienne et la plus glorieuse parmi les tribus de la terre. La ville de Veliky Slovensk, selon la chronologie du Conte, a été construite avant la naissance de Moïse. L'auteur a décrit l'ancienne puissance des Slaves et de la Russie, qui, selon l'ouvrage, s'étendait à tout le nord de la Russie, à l'Oural et au Trans-Oural. Les Slaves et les Russes, d'après la chronique, ont combattu avec succès en Égypte, à Jérusalem et dans d'autres pays. Elle comprend la légendaire « lettre d'Alexandre le Grand aux Slaves (ru) », qui était populaire dans l'historiographie slave médiévale. Cette œuvre est le monument central de l'historiographie légendaire du XVIIe siècle.
Au milieu du XVIIe siècle, le conte a été incluse dans la Chronique patriarcale de 1652 (ru), ce qui indique sa reconnaissance comme version officielle de l'histoire ancienne de la Russie. Il était largement connu dans l'État russe aux XVIIe et XVIIIe siècles. Il a eu une forte influence sur les œuvres de l'historiographie russe ultérieure,.
Le conte est de nature fantastique et est une fiction littéraire ; sa conception et sa datation contredisent les réalités historiques. L'œuvre est similaire dans son concept au « conte de Mèshek (ru) », créé en même temps. Nikolaï Karamzine a dit de la chronique qu'elle était « des contes de fées inclus dans les chroniques par les ignorants ».

## Contexte et nomenclature

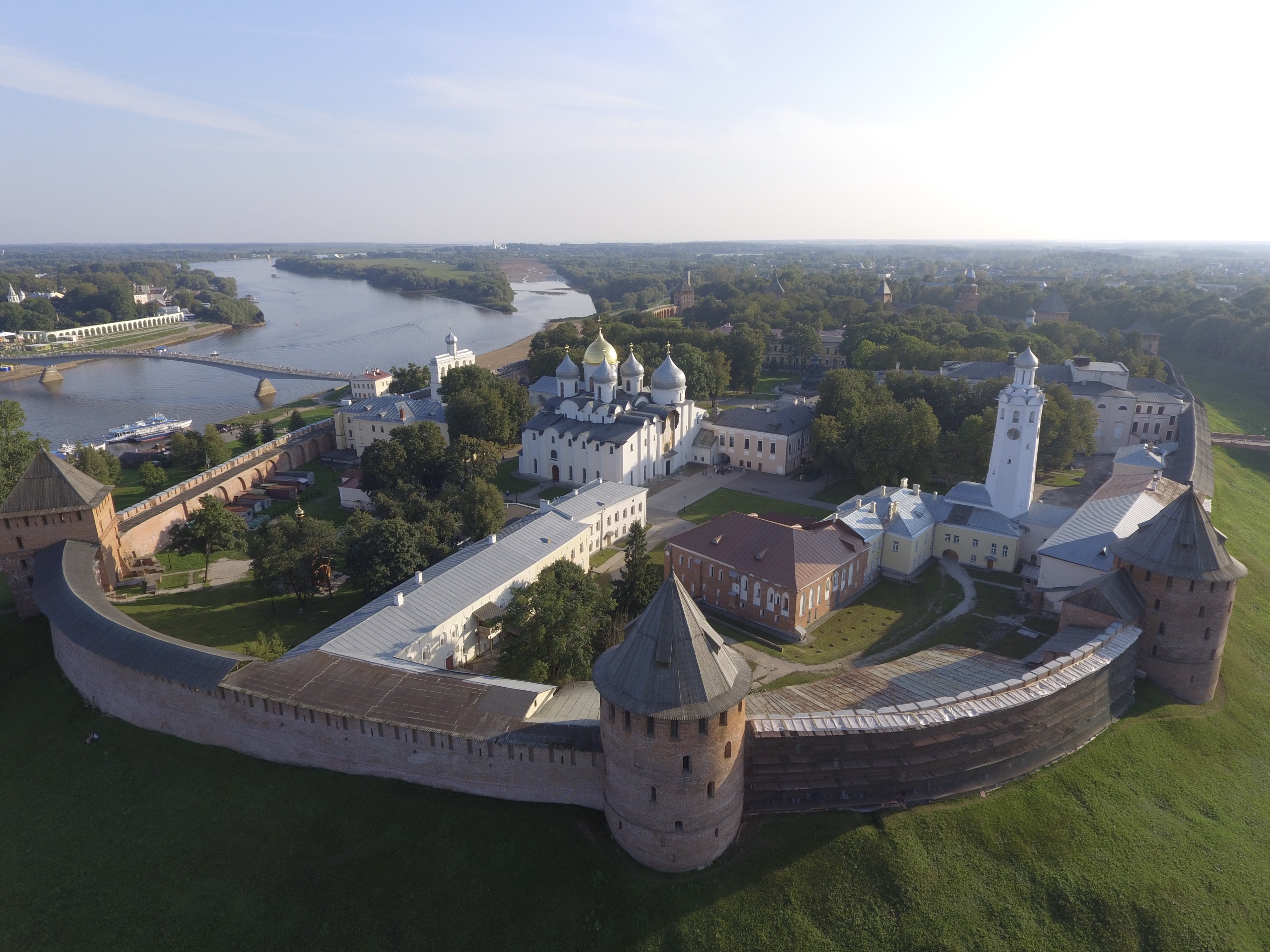
Kremlin de Novgorod.

L'ouvrage n'a pas de titre stable, avec : « Écrit sur la conception de la terre du Grand Novagrad originel à Slavenorus » ; « L'histoire de la conception de la terre russe et de la création de Novagrad » ; « Le début de Slovensk, qui s'appelle Veliky Novgrad », etc. Novagrad et Novgrad désignent dans ces noms Novgorod.
Plus de 100 listes du « Contes... » ont été conservées, datant principalement de la seconde moitié du XVIIe siècle, parmi lesquelles, dans le cadre du Code des Chronique patriarcale de 1652 (ru);  le « Chronographe (ru) » de 1679, le « Tstenik (ru) » de 1665, la liste des archives du Code de la Chronique patriarcale (ru) des années 1670, la Troisième chronique de Novgorod (ru), la chronique de Mazourine (ru) d'Isidor Snazine, les chroniques de Novgorod de Zabeline (ru) et Pogodine (ru), etc. La chronique a complété des chroniques antérieures, dont la chronique Nikanorovskaïa (ru), celle de Kholmogory (ru) et celle de Nikon. Les éditions modernes sont le plus souvent basées sur la version de 1679.
Le Conte apparaît pour la première fois dans des recueils de la fin des années 1630 et du début des années 1640, réécrits en dehors de Novgorod,. La première liste connue porte le titre « Le récit en bref de quelle tribu sont issus les Slaves » (en russe : Сказание вкратце, еще от коего колена поидоша словяне) et fait partie du manuscrit d'un scribe instruit du milieu des années 1630. La deuxième liste la plus ancienne remonte au début des années 1640.
Le texte est stable, sauf que dans le récit de la chronique, le monument était dans un certain nombre de cas divisé en fragments séparés, qui étaient placés entre d'autres nouvelles selon la grille chronologique. C'est ce qu'a fait Isidor Snazine, qui a rédigé la Chronique de Mazourine. Les différences entre les listes utilisées pour la classification d'Alexandre Lvovitch Goldberg (ru) sont insignifiantes.
La chronique tire son nom de deux princes légendaire, le prince Sloven et le prince Rous, ainsi que de la ville légendaire de Slovensk (ru), ville possiblement liée à Novgorod. Le prince Sloven (ru) aurait fondé Slovensk tandis que le prince Rous (ru) aurait fondé Roussa,.

## Histoire et sources
L’œuvre n’a pas d’origine folklorique, il est donc inexact de la qualifier de « légende » ou de « conte » ; mais ses sources écrites sont également inconnues. L'histoire de Novgorod n'a pas d'analogue avec les intrigues similaires de l'historiographie croate, tchèque et polonaise précédente.

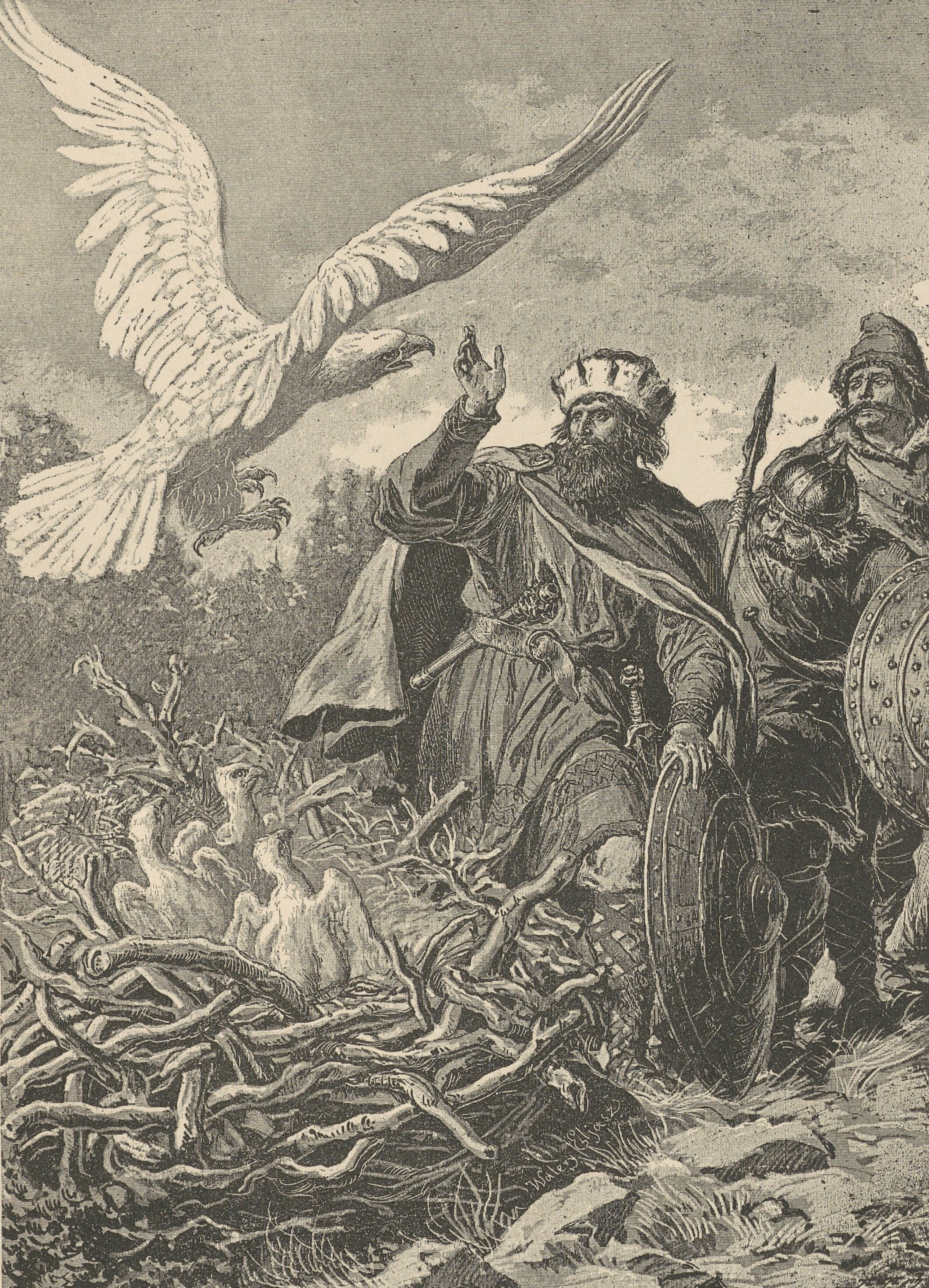
Lech, Čech et Rus, illustration du XIXe siècle.

Seuls les noms de Noé et de son troisième fils Japhet remontent à la Bible. « La Légende... » est le résultat du développement et de l'adaptation aux conditions locales de la légende de Cech et de Lech, qui a été enregistrée pour la première fois dans la Chronique de Grande-Pologne du XIVe siècle, puis transformée en légende de Lech, Čech et Rus, présentés comme les ancêtres des peuples slaves,,. Rous (ru), qui dans les légendes slaves occidentales avait un rôle modeste en tant que frère cadet ou descendant de Lech, devient dans la version russe de la légende, avec Sloven (ru), l'ancêtre de tous les peuples slaves. Le Conte répète la légende largement répandue sur l'origine de Rurik de l'empereur romain Auguste. Une nouveauté dans la tradition russe était la déclaration sur la parenté des Slaves avec des peuples nomades, principalement les Scythes (avec le Sarmatisme polonais). Les concepts historiographiques qui relient les Slaves aux Scythes ont des origines médiévales tardives.
D'autres sources du Conte sont les Chronique des temps passés et le Conte des Princes de Vladimir (en), utilisées dans la dernière partie de l'ouvrage, ainsi que la lettre d'Alexandre le Grand aux Slaves (ru) dont des copies latines sont connues depuis le XVe siècle.
La principale différence entre le Conte et la Chronique des temps passés en ce qui concerne les idées sur l'origine des Slaves est l'idée que leur patrie ancestrale était Novgorod. Cependant, l'écart avec le concept de la Chronique des temps passés est masqué par le fait que le Conte décrit des temps encore plus anciens que le texte de la chronique. Le Conte hérite de la tradition de la Chronique des temps passés, qui, selon ses sources byzantines et anciennes, appelle la région du nord de la mer Noire, où se sont installés les Slaves - les descendants de Japhet - la Grande Scythie . Cette dénomination a permis au compilateur du Conte de déclarer les ancêtres des peuples médiévaux d'Europe de l'Est : les frères Sloven, Rus, Bolgar (ancêtre des Bulgares de la Volga), Koman (ancêtre des Coumans- Polovtsiens), Ister et Khozars ; comme appartenant à la famille des Scythes, arrière-petit-fils de Japhet. En outre, le concept de « Grande Scythie » était largement connu sous l'influence d'auteurs polonais et tchèques qui, aux XVIe et XVIIe siècles, promouvaient la théorie sarmate de l'origine de la noblesse.
Alexandre Mylnikov (ru) a noté la présence de traces de connaissance de la lettre d'Alexandre le Grand aux Slaves , qui fait partie du Conte, dans un panégyrique poétique dédié à la mère du roi polonais Jean II Casimir Vasa (1640). Dès les premières histoires du conte, un des titres est : « [Extrait] de l'Histoire des Laure des Grottes de Kiev ». Un certain nombre d'historiens ont considéré cette indication comme une référence au « Synopsis (en) » d'Innocent (Giesel) (en) de 1674 et ont daté le Conte à une époque ultérieure.
La Lettre d'Alexandre, incluse dans le Conte, remonte probablement à l'original polonais, comme en témoignent la forme de "Marais" (Mars) et le mot "feuille" dans le sens de "message". La source du texte de la lettre était peut-être la Chronique polonaise de Martin Bielski, dont la traduction russe est connue depuis 1584. Par rapport au document original, le Conte ne change que les récipiendaires et la géographie des récompenses. L'auteur de l'histoire de Novgorod a utilisé ce texte de manière créative dans son édition originale, vraisemblablement la sienne. Les scribes russes connaissaient Alexandre le Grand grâce au roman Alexandriïa (ru) et à un grand nombre d'histoires chronographiques.

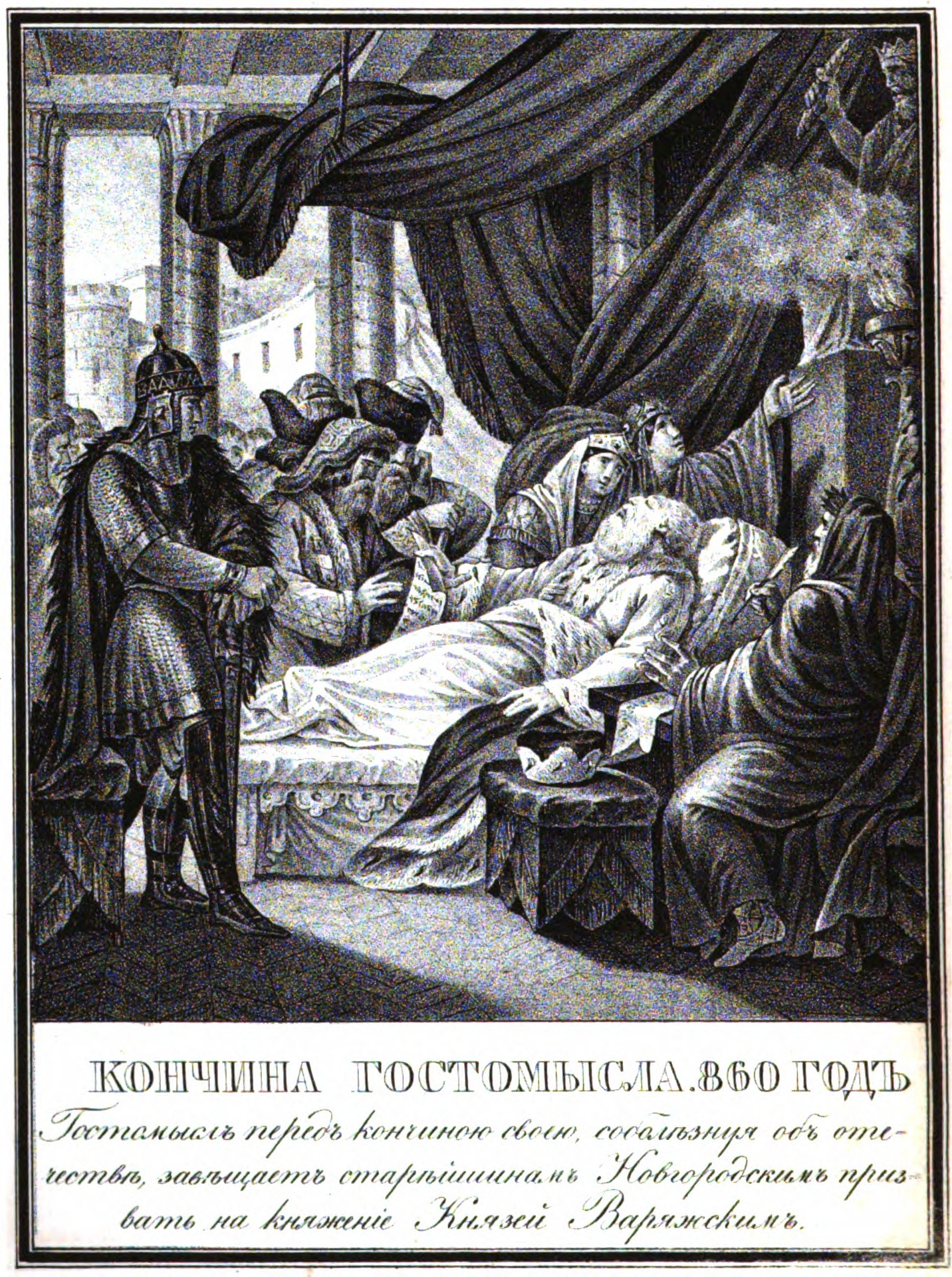
La mort de Gostomysl, Boris Tchorikov, 1836.

L'édition de Novgorod du Conte est complétée par une intrigue tirée du Conte des princes de Vladimir . On dit que Gostomysl (en) règne sur Novgorod/ Slovensk , qui a été restaurée après la désolation . Il conseille de convoquer un « autocrate » du pays prussien « de la famille d'Auguste ». « Électeur et Grand Prince » Rurik arriva à Novgorod. Gostomysl est par ailleurs mentionné dans les textes slaves occidentaux.
Le Conte a été créée à Novgorod dès le début de cet ouvrage ; « Écrire sur la conception à Slavenorusty du pays de Veliky Novgorod » original fait référence à la tradition médiévale de Novgorod, reflétée dans l'introduction de la première chronique de Novgorod. Dans le Conte, il y a un certain nombre de motifs sibériens (le pays "Skyr" : le nom sibérien de la zibeline  est "dynka"), à propos desquels A.V. Lavrentyev a suggéré que l'œuvre avait été écrite par le métropolite Cyprien de Novgorod (1626-1634), qui était auparavant archevêque de Tobolsk et de Sibérie (1620-1626). Selon une autre hypothèse, une première version du Conte, affirmant l'importance exceptionnelle de Novgorod pour l'histoire slave et russe, serait apparue pendant les années de l'occupation suédoise de Novgorod (1611-1617), et le Conte justifiait le droit de Novgorod de choisir pour elle-même et pour toute la Russie le souverain. L'idée de la parenté ethnique des Slaves et des Scythes s'est reflétée dans les écrits de Novgorod de cette période, par exemple, on connaît le « Conte d'une vision à Novgorod », qui raconte qu'« il y avait un phénomène dans le pays de Scythes semblable à celui décrit dans Veliky Novegrad ».

## Contenu

### Résumé
L'œuvre se concentre sur les origines ethnoculturelles et non dynastiques ou étatiques de la Russie : le début de l'histoire du peuple russe, et non sur l'État de la Russie. Il s'agit d'un texte relativement ancien qui synthétisait les idées de l'Antiquité du « peuple russe slave », le motif des ancêtres de divers peuples : les descendants de Noé, ainsi que la lettre d'Alexandre le Grand.

### Origines
Le Conte contient un ensemble de légendes ethnogénétiques dans lesquelles les ethnonymes et les toponymes, en particulier les toponymes de Novgorod, remontent aux noms des descendants de Noé. Le récit commence par une histoire sur la division des terres entre eux après le déluge. L'ouvrage décrit l'histoire des descendants du troisième fils de Noé, Japhet, qui hérita des pays de l'ouest et du nord. Les arrière-petits-fils de Japhet, Skif (ru) et Zardan (aussi écrit Kazardan), ont quitté les pays occidentaux pour s'installer dans la région de la mer Noire (« Pont-Euxin »). Plus tard, leurs descendants reçurent le nom de Grande Scythie. De Scythie viennent les frères Sloven, Rus, Bolgar, Koman et Istr (« Ister »), ainsi que les Khazars, représentés par le « Khagan crudivore » sans nom, dont parle prétendument l'histoire grecque,.

### Naissance de la Rus' et fondations
Vient ensuite le sujet principal ; la naissance de la Russie à l'époque préhistorique (c'est-à-dire avant le IXe siècle ici). En raison de conflits, les Slaves de Novgorod (nommé les Slovènes en russe) et les Rus se sont déplacés vers le nord avec leur peuple en 3099 depuis la Création du Monde. La partie principale s'ouvre sur le discours des princes scythes les plus sages et les plus courageux, Sloven et Rus, prononcés lors d'un concile avec leurs sujets, selon lequel l'ancêtre de Noé a décerné à « notre arrière-grand-père Afet » les espaces les plus vastes de l'univers. Pour cette raison, « frères et amis, laissons de côté notre inimitié et le désordre qui s’installe en nous à cause de l’exiguïté » et allons « vers le sort de nos arrière-grands-pères, là où le bonheur nous mènera ». Et ce discours de Sloven et Rus était cher à tous, et ils quittèrent la Scythie, « comme des aigles ailés, survolant de nombreux déserts, à la recherche d'endroits où s'installer ». Les deux frères et leurs compagnons ont erré pendant quatorze ans avant de se retrouver sur les rives du lac Moïska. La magie leur a dit de s'arrêter à cet endroit. Les « nouveaux venus Scythes » y ont construit la grande ville de Slovensk (ru) et ont commencé à être appelés Slaves.

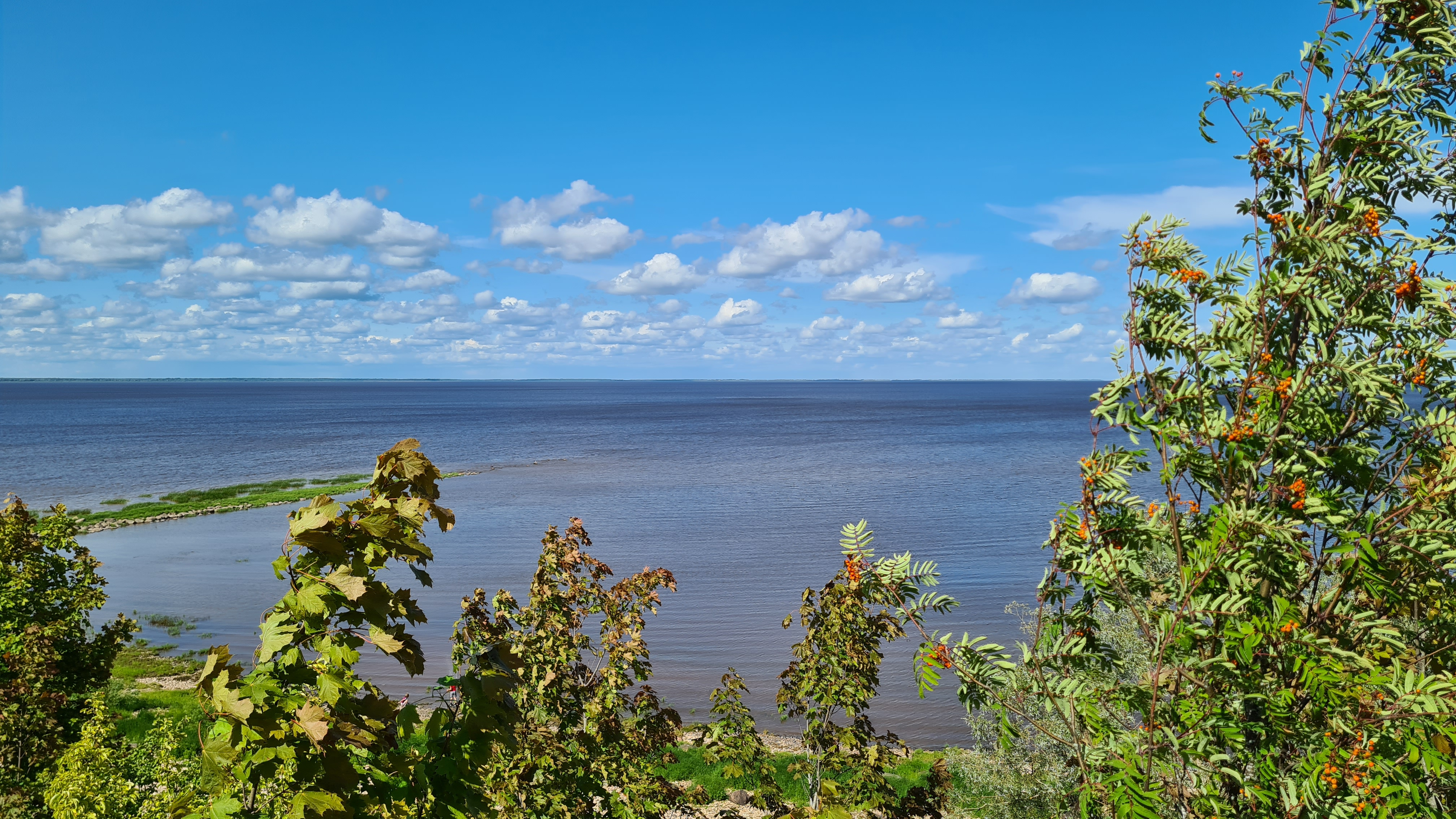
Vue du lac Ilmen.

Dans le nord, les noms et les actes de Sloven et de Rus, de leurs enfants et petits-enfants, sont associés à d'anciens toponymes et villes,. Le lac Moïska reçut plus tard le nom d'Ilmen («Ilmer») en l'honneur de la sœur de Sloven et Rus, Ilmera . La rivière Moutnaïa a été rebaptisée Volkhov en l'honneur du fils aîné de Sloven. Sur ses rives, le prince construisit la ville de Veliki Slovensk, appelée plus tard Novgorod. Rus fonda Rousa (aujourd'hui dénommée Staraïa Roussa). De même, d'autres toponymes de Novgorod remontent aux noms de parents de princes. Volkhov, à la hauteur de son nom (le nom de la rivière est associé aux mages, Voloshba), était un sorcier et devin, il savait se transformer en crocodile et instillait la peur aux désobéissants. Les « Neveglasii » (païens) le vénéraient comme un dieu et l'appelaient Perun, en l'honneur duquel Volkhov fonda une « petite ville sur le site de Peryn (ru) ».

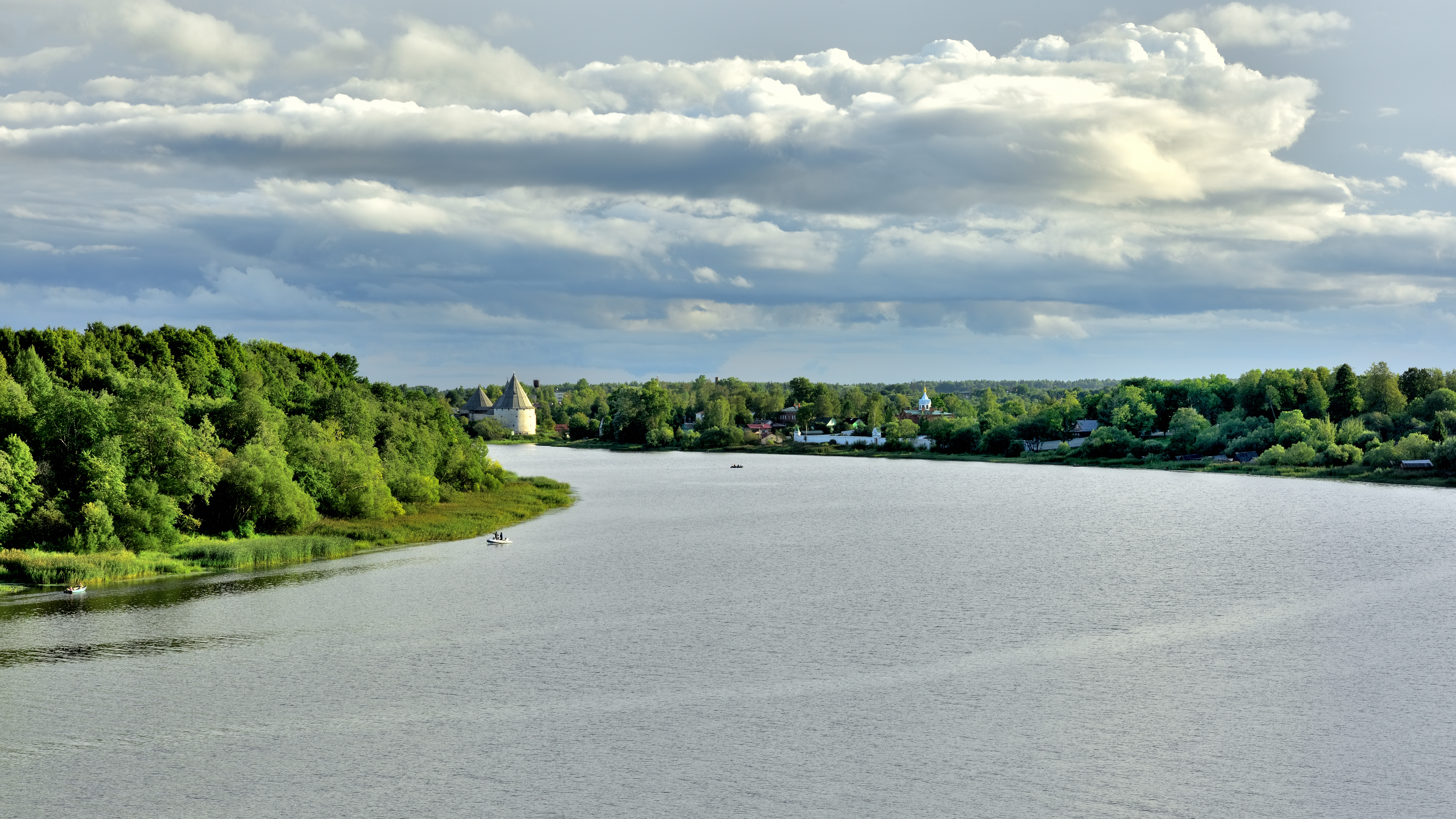
La rivière Volkhov à Staraïa Ladoga.

Les fils et petits-fils de Sloven et de Rus ont fait des voyages vers l'océan Arctique, dans l'Oural et dans le pays au-delà des montagnes, « vers Skyr, qui est la Sibérie ». Les descendants de Sloven et de Rus ont conquis tout le nord jusqu'à l'océan Arctique et le Trans-Oural - la Sibérie, et avec leurs parents - les Bulgares et les Scythes, ils ont soumis les terres jusqu'au Danube.
Les Slaves et les Rus ont combattu avec succès en Égypte, à Jérusalem et dans d'autres pays. Ils ont choqué tout le monde par leur courage, et des rumeurs à leur sujet « ont rugi dans les oreilles » du souverain de l'univers, Alexandre le Grand. En raison de « la longue distance des eaux de mer vides et incommodes et des hautes montagnes », Alexandre ne put conquérir les princes slaves Velikossan, Assan et Aveschkhan. « Le sage autocrate, l'illustre Alexandre » décide de faire la paix avec les princes slovènes-russes. Puis il leur envoya une lettre écrite par lui-même en « lettres à plumes d'or » avec des « armoiries forgées en or », dans laquelle il confirmait pour eux et leurs descendants le droit de propriété des terres et des peuples « de la mer des Varègue à la mer Caspienne ». Dans la liste plus ancienne, il y a un dessin du « sceau d'Alexandre le Grand », qui représente un oiseau à une tête étalé,. Les princes accrochèrent cette « épistole » dans le sanctuaire slovène-russe « sur le côté droit de l'idole de Vélès »,. En son honneur, ils ont institué une fête annuelle.
La ville de Veliki Slovensk tomba à deux reprises dans la désolation et fut ressuscitée par les Slaves venus du Danube avec leurs parents Bulgares et Scythes. Lors de la seconde renaissance, la ville fut reconstruite en aval du Volkhov et nommée Veliky Novgorod. Le légendaire Gostomysl devint son « aîné et prince » . De là, les Slaves se sont de nouveau installés dans toute l'Europe de l'Est et du Sud-Est,. La famille de Gostomysl s'éteignit de son vivant et il conseilla aux Novgorodiens d'appeler les autocrates du pays prussien « de la famille d'Auguste » ; les descendants de l'empereur romain Auguste . De Prusse est venu le « électeur ou grand prince » Rurik, « un roi de la famille royale ». Dans la figure de Rurik, l'histoire du Conte se confond avec la chronique. Toujours dans le Conte, il est dit : « Le fils du prince le plus âgé de Novgorod Gostomysl, appelé le jeune Sloven, celui-ci laissa son père chez les Tchoudes et y construisit une ville à son nom sur la rivière à un endroit appelé Khodnitsa, et il donna à la ville le nom de Slovensk, et il y régna. Il y resta trois ans et il mourut. Son fils Izbor, sa ville s'appelle donc Izborsk. Ce même prince Izbor fut rongé par le serpent et mourut ».

## Publication et influence

### Réception et diffusion
Le Conte, comprenant un jeu de noms et de titres, des discours émouvants de héros et des dates fictives, les réalisations de ces héros, situées dans une période inconnue de l'histoire, étaient très modernes pour leur époque et littéraires. C’est pour cette raison que le conte s’est rapidement répandue dans les ateliers d’écriture des plus sérieux experts en chronographie et en rédaction de chroniques. La nouvelle historiographie exigeait un nouveau départ, plus héroïque et plus ancien que celui des peuples voisins.
Cette histoire de Novgorod n'a jamais été critiquée à son époque, contrairement à une autre œuvre fantastique, le conte de Mèshek (ru), même à Moscou, caractérisée par le moscocentrisme. Les auteurs de Moscou et de sa région, qui considéraient Moscou comme le centre du monde, ont perdu la primauté dans l'histoire de la Russie au profit de Novgorod, bien qu'ils aient nommé dans l'histoire du petit-fils de Noé, Mèshek, en russe Mosokh, qui a donné naissance aux « Moscovites » sur les rives de la rivière Moscou. L'auteur du Conte de Mèshek a «lié» des personnages et des événements fictifs aux grandes lignes d'ouvrages historiques qui circulaient en Occident et étaient bien connus en Russie, ce qui a incité les scribes érudits à vérifier ses informations. Le Conte n'avait pas de tels inconvénients.

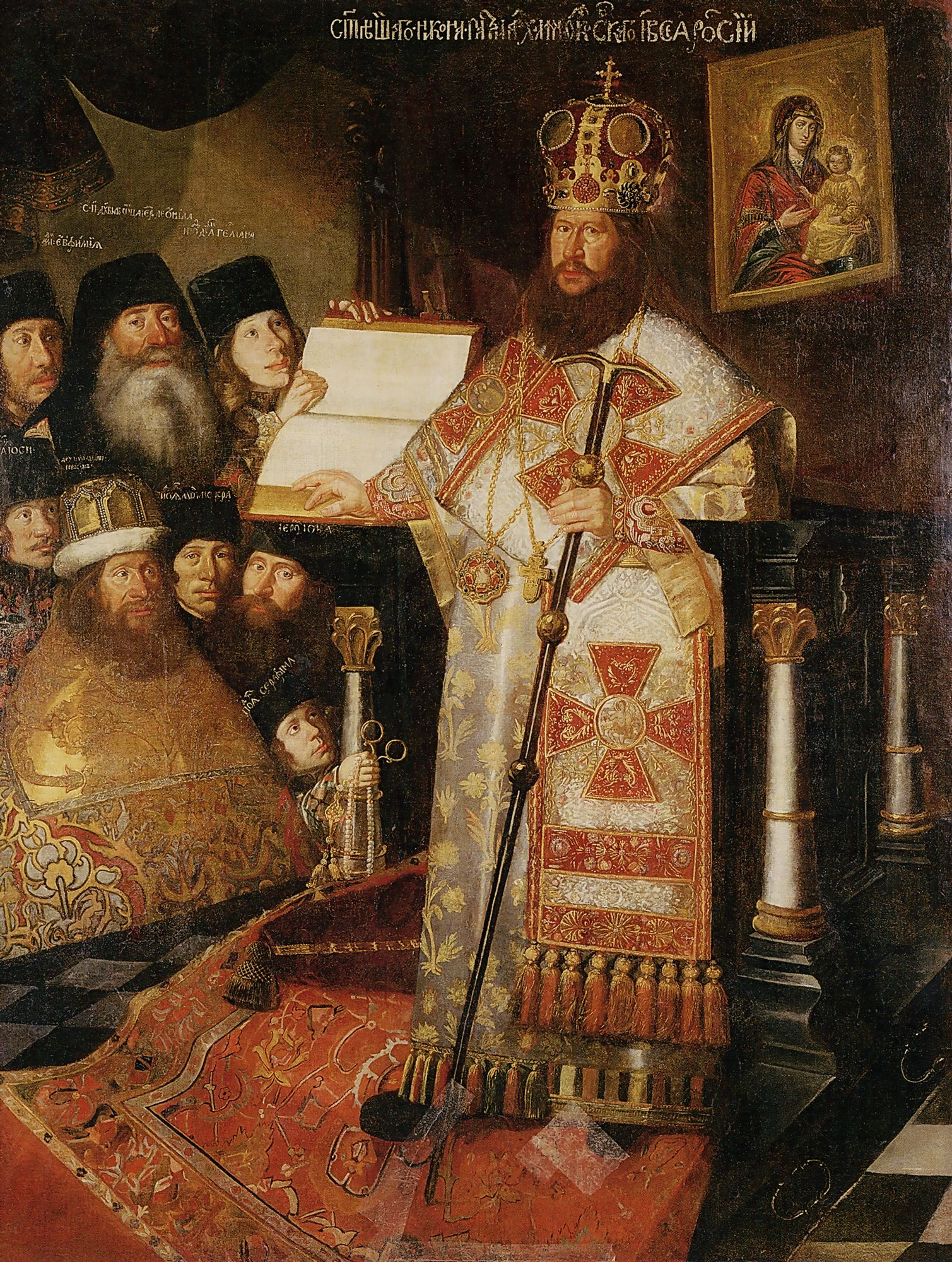
Portrait du patriarche Nikon, vers 1660-1665.

L'histoire n'avait pas beaucoup de popularité avant son inclusion dans les chroniques panrusses. Au milieu du XVIIe siècle, le Conte (avec le titre « L'histoire du début de la terre russe et de la création de Novagrad et d'où venait la famille des princes slaves ») a été incluse dans la Chronique patriarcale de 1652 et, ainsi, a été reconnu comme contenant la version officielle de l'histoire russe initiale,. L'inscription dans le Code patriarcal a été réalisée à Novgorod, d'où le métropolite Nikon de Novgorod a transporté les documents de la chronique à Moscou. Le code fut présenté à « l’élection » de Nikon comme patriarche et achevé à Moscou en 1652-1658. L'inclusion dans un code faisant autorité, diffusé dans un grand nombre de listes, a donné à l'histoire une autorité pour les compilateurs de monuments majeurs de la chronique et a contribué à son accessibilité pour les scribes.
Le Conte était largement connue dans l'État russe aux XVIIe et XVIIIe siècles. La preuve de sa popularité dans la seconde moitié du XVIIe siècle est sa critique par l'érudit croate duXVIIe siècle Juraj Križanić (en), qui a utilisé le codex de 1652 comme source principale sur l'histoire russe,, et la traduction de la lettre d'Alexandre le Grand sur les Slaves en latin , qui, comme l'a établi Alexandre Mylnikov, a été faite vers 1665 par Sebastian Glavinich, membre de l'ambassade d'Augustin Meyerberg (ru) en Russie.

### Base pour d'autres chroniques
La popularité du Conte de Sloven et de Rus a augmenté grâce au grand nombre de listes des chroniques de Novgorod de Zabeline (ru) et Pogodine (ru), compilées sur la base de la dernière dans les années 1680-1690, qui se sont poursuivies dans le cadre de nouvelles éditions et listes, de la fin du XVIIe siècle au début du XIXe siècle,.
Le conte a complété les listes de chroniques antérieures, notamment la chronique Nikanorovskaïa (ru), celle de Kholmogory (ru), la chronique Nikanorovskaïa (ru) (dans la compilation d'Arseni (Soukhanov) (ru)) et dans le Livre dynastique. Dans un certain nombre de cas, le Conte était intégrée au début du codex.
Les chroniqueurs patriarcaux ont inclus le Conte de Sloven et de Rus et le Conte de Mèshek dans le Chronographe russe de troisième catégorie, troisième édition, créé à la cour du patriarche Joachim de Moscou, qui a été distribué dans tout le pays dans un grand nombre de listes. Andreï Popov (ru) a qualifié la présence de ces deux histoires de caractéristique la plus remarquable de l'œuvre. Diverses éditions du Chronographe russe, ainsi que le Livre des diplômes, constituaient les quatre principaux livres historiques du pays.

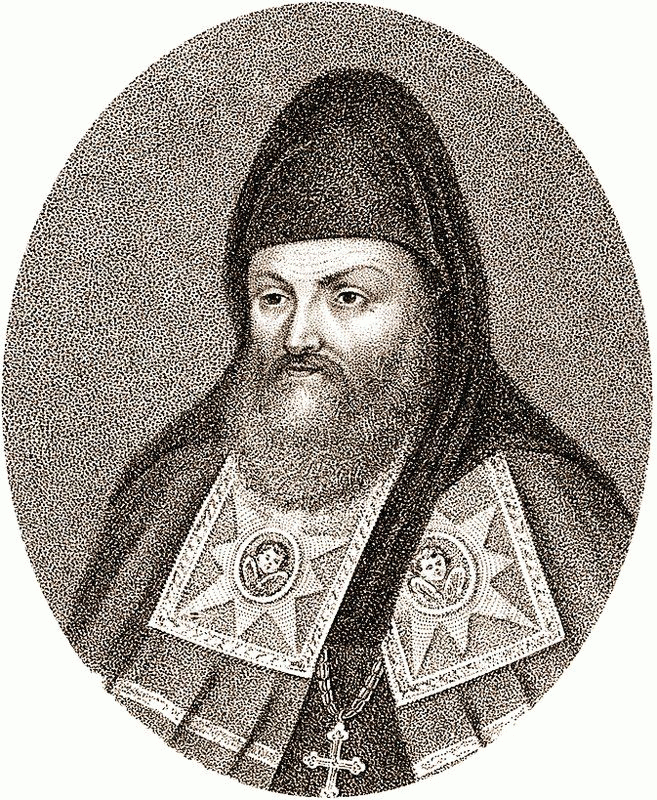
Innokenty Gizel.

Le « Synopsis (en) » de l'archimandrite du monastère de la Laure des Grottes de Kiev Innokenty Gizel (en) en 1674 comprenait dans une présentation unique le Conte de Sloven et de Rus et le Conte de Mèsech. Massive pour l'époque, la publication a eu un impact notable sur le grand public et la communauté du livre, qui mélangeaient facilement les histoires incompatibles de deux histoires. Le compilateur du projet d'autographes de la Chronique de Zabeline (ru) de Novgorod , créé dans les années 1670-1680, a emprunté l'histoire de Sloven et de Rus à la première édition (Novgorod) du Code patriarcal de 1652 et a lu l'histoire de Mèshek, en faisant des références, dans le texte du Synopsis. Il a reproché à l'auteur du Synopsis de mélanger des informations « vraies » sur Sloven et Rus avec le peu fiable, à son avis, le Conte de Mèshek. La motivation du chroniqueur n'était pas seulement le patriotisme local. En effet pour lui, raison de son contenu, le Conte de Mèshek donnait plus de raisons de douter que le Conte de Sloven et Rus.
Dans la seconde moitié du XVIIe et au XVIIIe siècle, le Conte a été utilisée dans un grand nombre d'ouvrages de compilation historiques, notamment le Livre de diplômes de Latoukhin , les ouvrages historiques de Timofeï Kamenevitch-Rvovski (ru), dans la Chronique de Pskov, anonyme, Chronique de Joachim (en) de Vassili Tatichtchev, les chroniques de Novgorod de Zabeline (ru) et Pogodine (ru), la Chronique détaillée du début de la Russie à la bataille de Poltava ou encore dans Une brève description du peuple slave de Piotr Nikiforovitch Kriokchine (ru).
En 1676, l'archimandrite Tikhon du monastère de la Trinité-Saint-Macaire a compilé le livre de diplômes de Latoukhine, où l'histoire de Sloven et Rus a été présentée sans révision. Malgré sa taille considérable, le livre a été réécrit à plusieurs reprises. Dans les années 1680-1690, le livre et les ouvrages qui en dérivent furent reproduits à des dizaines d'exemplaires ; l'intérêt des copistes ne tomba pas longtemps au siècle suivant.

#### Travail de Isidor Snazine
Isidor Snazine, écrivain et académique de Novgorod du XVIIe siècle, repris le conte de Mèshek et celui de Sloven et de Rus pour ses travaux. Ainsi en décembre 1682, il acheva sa chronique de Mazourine (ru). Dans cette chronique, il divisa l'histoire des contes en différentes parties, et révisa le contenu lui-même. Dans son ouvrage, il situe temporellement la naissance des Moscovites en 3099 (2409 av. J.-C.), et dit que Sloven et Rus étaient des princes moscovites, d'origine Scythes.

#### Influence chez Timofeï Kamenevitch-Rvovski
À la fin du XVIIe siècle, Timofeï Kamenevitch-Rvovski (ru), hiérodiacre du monastère Afanassievski (ru) de Mologa, sur la base du Conte de Sloven et de Rus, et du Conte de Mèshek, a compilé différents textes. Dans sa célèbre « Chronique de la création du monde », que certains auteurs considèrent comme la Chronique de Joachim ou comme un reflet de cette dernière, le Conte remplace l'histoire ancienne d'avant l'empereur Claude de la création du Monde. Le 6 août 1684 (16 août dans le calendrier grégorien), Timofeï commença par le texte du Conte pour écrire deux ouvrages dont « Chronique en bref des tribus du peuple russe ». Timofeï a combiné les deux histoires dans un autre ouvrage largement connu de l'époque de Nikolaï Karamzine en 1699 :« La description et la légende historiques et anciennes sont pour vous tous à titre indicatif : sur le début de la naissance de la famille moscovite et du grand Sloven, peuple russe, et sur leur changement de nom et sur la conception de leurs grandes villes, la ville régnante, avant-grande et première forme de Moscou, et la deuxième grande ville régnante de Novagrad ». Mais l' auteur est passé au centrisme moscovite, plaçant Moscou à la première place, et Novgorod, à la deuxième place.

#### Influence chez Dimitri de Rostov
Le célèbre écrivain et ecclésiastique Dimitri de Rostov connaissait les deux histoires, mais n'a utilisé que l'histoire de Sloven et de Rus dans son ouvrage « La Chronique racontant les actes depuis le début du monde de l'existence jusqu'à la Nativité du Christ ». Ce dernier a été inclus dans son intégralité dans le texte officiel de Pierre « Une chronique détaillée depuis le début de la Russie jusqu'à la bataille de Poltava », où seul un court extrait vient l'histoire de Mèshek, qui est est donné sur la nomination du « peuple de Moscou et de la ville royale ».

### AuxXVIIIe–XXesiècles

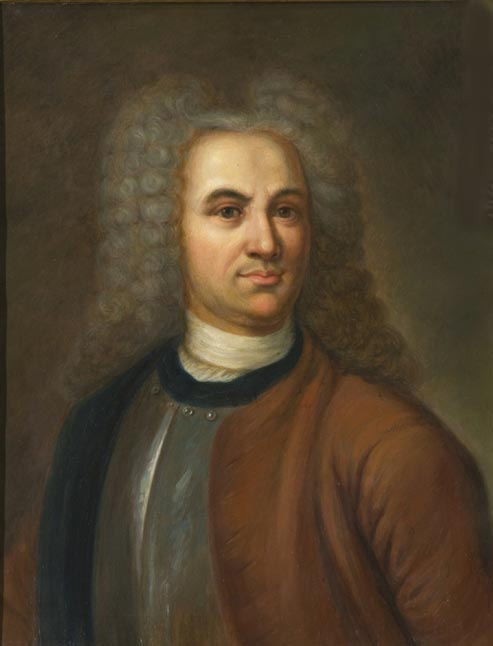
Portrait de Vassiliï Nikititch Tatichtchev;

Aux XVIIIe et XIXe siècles, le Conte était utilisée par de petits auteurs, notamment des chroniqueurs provinciaux,, par exemple le chroniqueur d'Ouglitch.

Avec son thème, le Conte a très tôt attiré l’attention des scientifiques. Vassili Tatichtchev l'a catégoriquement classé comme une « fable »; il a cité cette histoire de Stagenaïa Novgorod. Cependant, Mikhaïl Lomonossov, notamment dans sa polémique avec Gerhard Friedrich Müller, a soutenu qu'il y avait des échos de la réalité historique dans le Conte,. Lomonosov a écrit :
À mon avis, cette ancienne légende sur Slavensk ne peut être réfutée par rien. Et bien qu’elle ne soit pas confirmée par des auteurs extérieurs, elle peut se suffire à elle-même et ne doit pas être arbitrairement réfutée en tant que condamnation de l’antiquité du peuple russe slave.

En russe : « По моему мнению, сего древняго о Славенске предания ничем опровергнуть нельзя. И хотя внешними писательми не утверждается, однако само собою стоять может, и самовольно опровергать его в предосуждение древности славенороссийского народа не должно. »
Lomonossov a perdu l'argument face à ses adversaires, qui ne voulaient pas considérer la légende littéraire comme la base réelle de l'histoire russe.
L’intrigue du Conte se déroule dans le conte de Vassili Liovchine (en) « Le Conte du héros Bulat » (1780-1783).
Les concepts historiographiques reliant les Slaves aux Scythes ont persisté jusqu'au XXe siècle (Lubor Niederle, Boris Rybakov, etc.). Le Conte relie le territoire de Peryn sur la rivière Volkhov au nom du tonnerre slave Perun ; cette étymologie populaire a incité les chercheurs à rechercher un sanctuaire païen sur Peryn.
Les informations du Conte étaient populaires auprès des falsificateurs, comme avec Alexandre Ivanovitch Soulakadzev (ru) et les compilateurs du Livre de Vélès.

### AuXXIesiècle

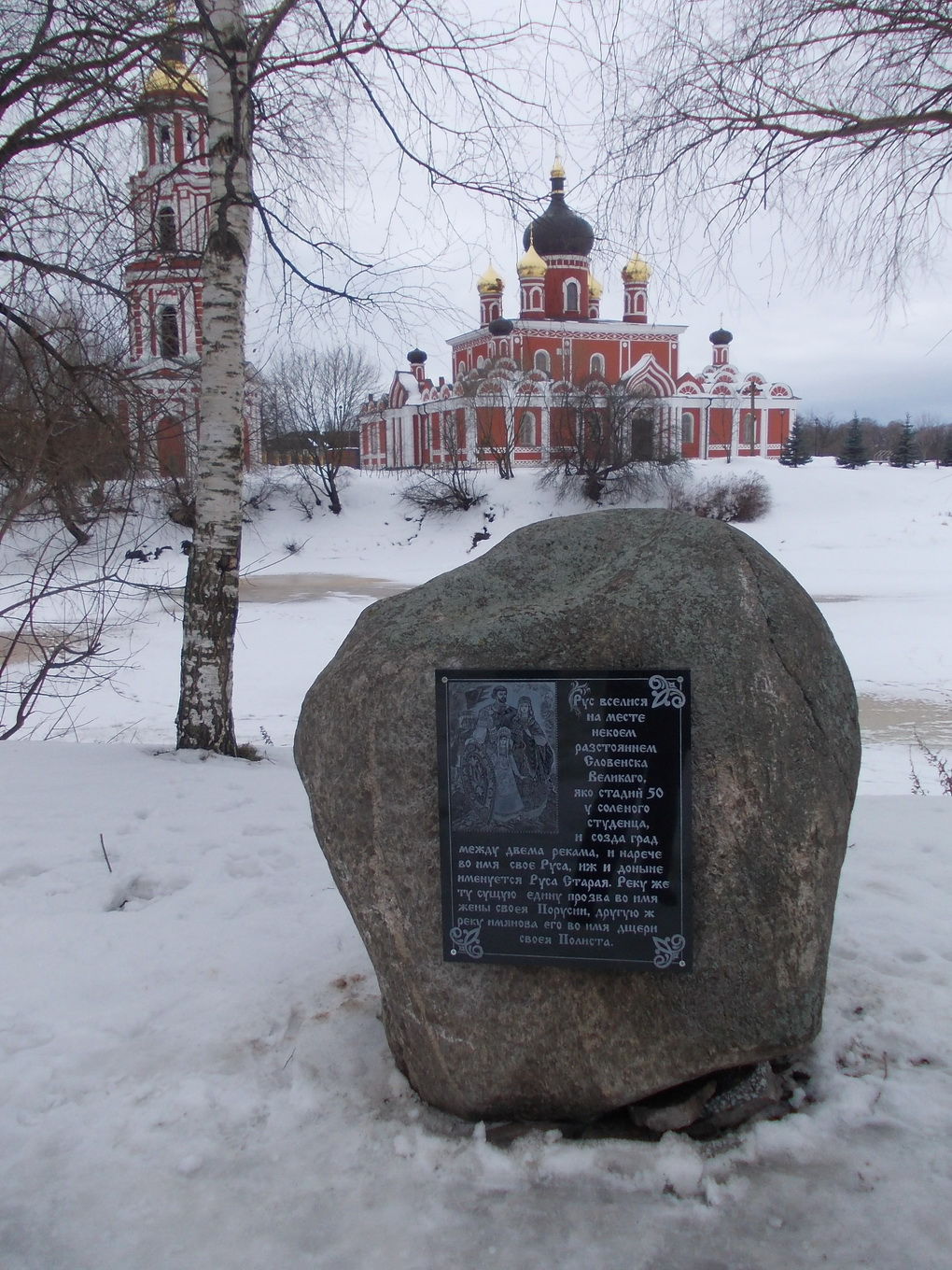
Pierre commémorant Rus, fondateur de la ville, à Staraïa Roussa.

Dans l'association néo-païenne Cercle de Vélès (ru), la chronologie est réalisée à partir de 2409 av. J.-C. e., « depuis la fondation de Slovensk le Grand ».
À Staraïa Roussa, un groupe de passionnés locaux promeuvent l'idée de l'histoire ancienne de la ville, dans la question de l'époque de sa fondation, ils privilégient non pas les preuves authentiques des XIe – XIIe siècles, mais bien le Conte, qui raconte notamment la fondation de Russa par le prince Rus. Au centre de Staraïa Roussa, une pierre a été installée avec une citation de la légende de la fondation de la ville par Rus. La création de Staraïa Russa dans la presse locale remonte souvent à l'Antiquité.

## Critiques
La conception du Conte et sa datation ne correspondent pas aux réalités historiques ; l'ère scythe remontant au Ier millénaire av. J.-C., et dans le Conte, Sloven et Rus se déplacent avec leurs peuples vers le nord de l'Europe de l'Est en raison de conflits entre les descendants des Scythes en 2409 av. J.-C..  Les événements et dates de l'ouvrage sont considérés comme fictifs par l'auteur.
La chronique est étrangère à la tradition des chroniques russes. Selon Andreï Bogdanov (ru), l'auteur de l'ouvrage a trouvé une niche inoccupée et l'a remplie de héros anciens et d'événements du passé russe, des descendants de Noé à Rurik, minimisant ainsi les contacts avec d'autres monuments.